# 里港
里港（さとこう）は、鹿児島県薩摩川内市里町里にある地方港湾。鹿児島県が管理している。

## 概要
上甑島の北部に位置する港で、陸繋砂州の湾部にあり、砂州上には里集落がある。古くから川内港・串木野港と結ばれ、島の玄関口として栄えた。現在も甑島商船のフェリー・高速船航路が就航しており、里港旅客待合所が設けられている。
1970年代までは岸壁などの港湾設備は北側のみであったが、1980年代に現在のフェリー岸壁や防波堤などが整備され南側へ拡大した。
2015年度の発着数は2,736隻（1,112,545総トン）、利用客数は111,942人（乗船55,735人、下船56,207人）である。

## 航路

### 甑島商船
2014年4月2日の高速船 甑島の就航により、高速船の本土側発着港は串木野新港から川内港に変更された。

#### フェリー
- （第1便）長浜港→里港→串木野新港→里港→長浜港
- （第2便）長浜港→串木野新港→里港→長浜港

フェリーニューこしきが就航している。1日2便が運航され、当港には第1便の往路と復路、第2便の復路が寄港する。

#### 高速船
- （第1便）川内港→里港→長浜港→川内港
- （第2便）川内港→長浜港→里港→川内港

高速船 甑島が就航している。1日2便が運航され、第1便は当港が先回り、第2便は長浜港が先回りとなる。

## 港湾施設
- 岸壁（-5.5m×80m） - フェリー・高速船用、フェリー用可動橋および高速船用可動橋が整備されている。
- 岸壁（-4.5m×90m）
- 物揚場（-3.5m×180m）
- 物揚場（-3.0m×130m、-3.0m×100m）
- 物揚場（-2.0m）

## ギャラリー

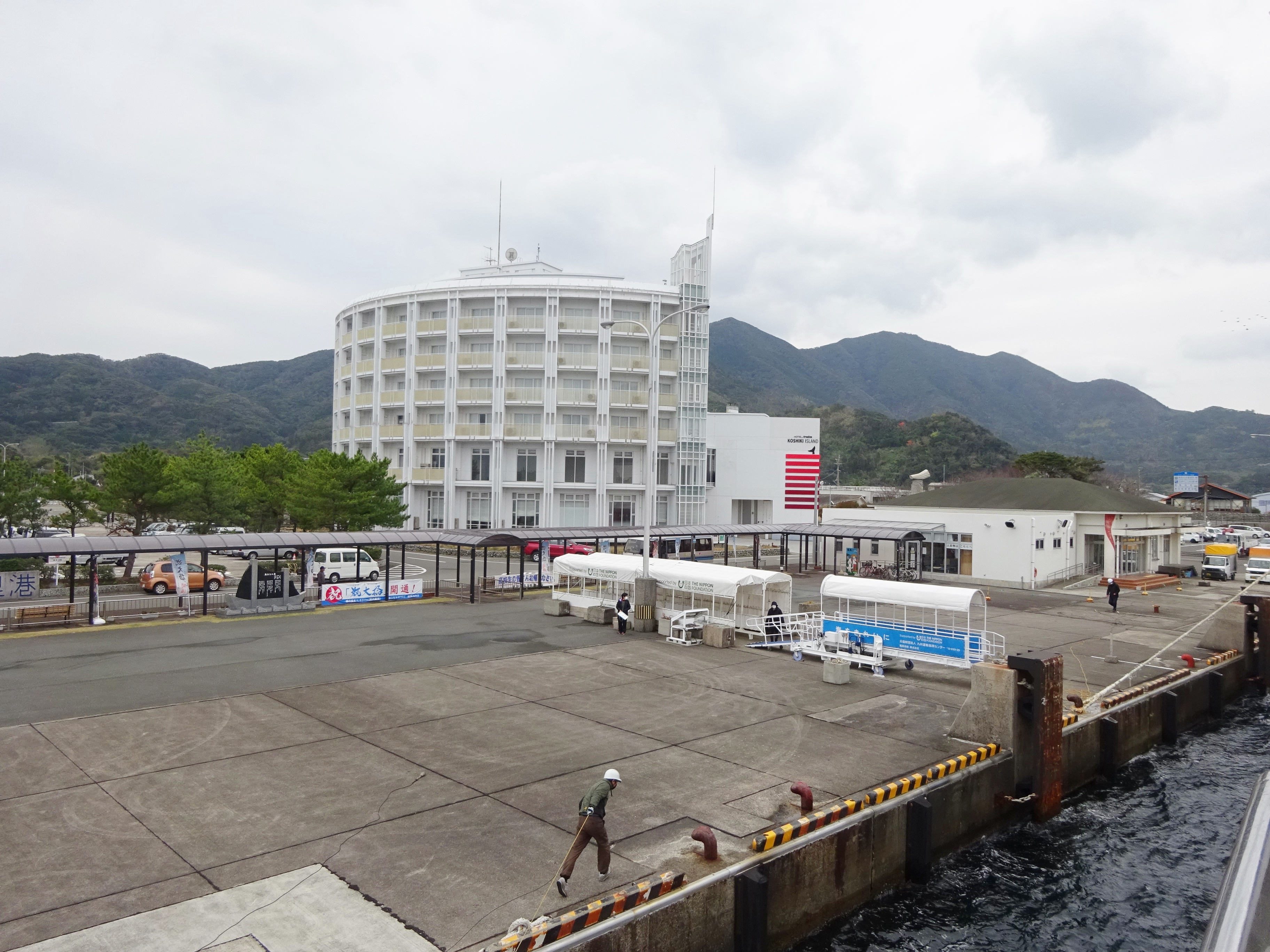
里港入港
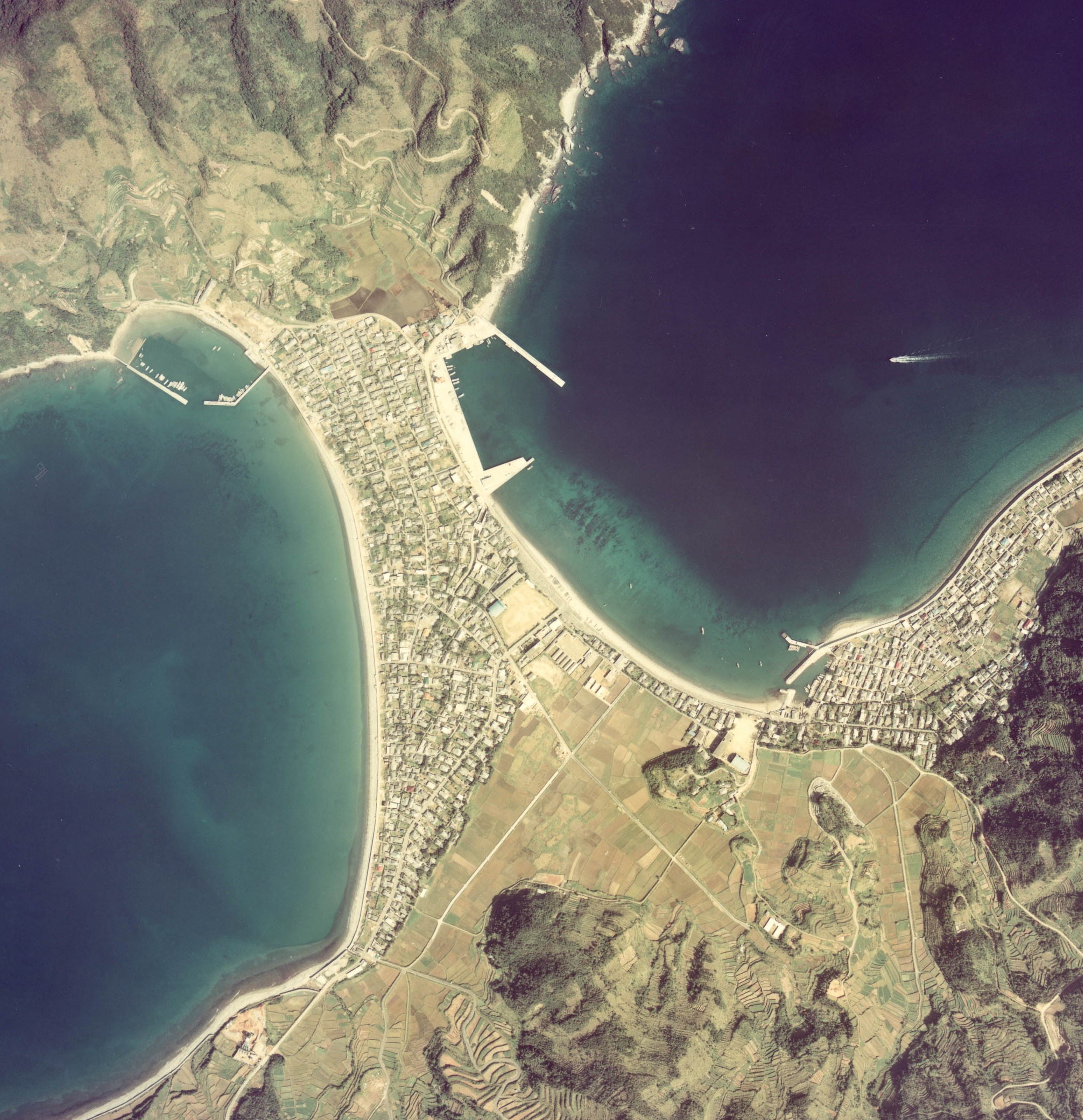
1970年代の里港
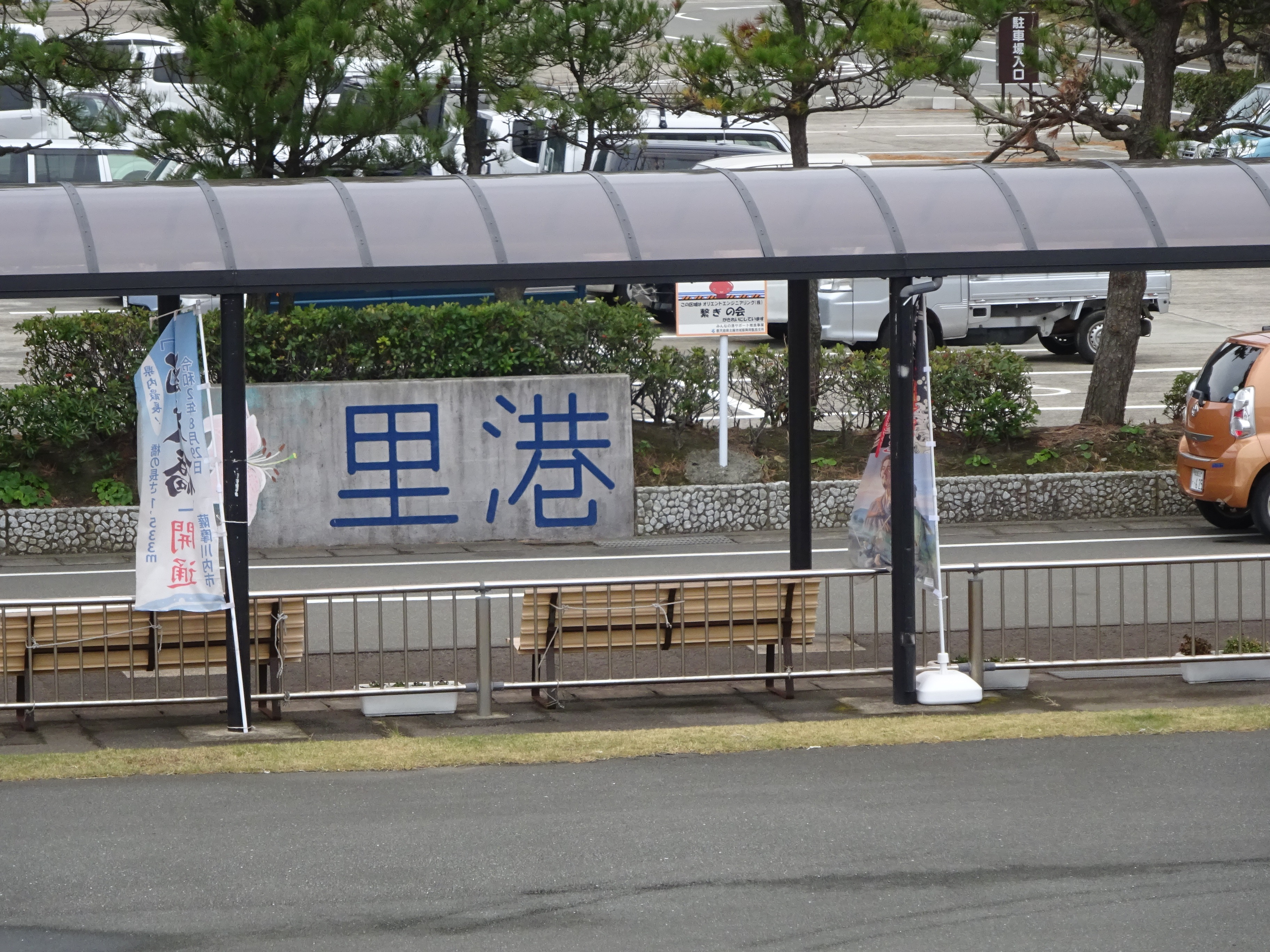
里港のモニュメント